# Шафаренко, Олег Леонидович
Оле́г Леони́дович Шафа́ренко (укр. Олег Леонідович Шафаренко; 31 октября 1981, Киев, СССР) — украинский хоккеист, центральный нападающий, тренер.

## Карьера
Воспитанник школы ХК «Сокол» (Киев). Первый тренер — А. Н. Дёмин. Выступал за киевские клубы «Беркут-ПВО», «Крыжинка», «Киев». Также выступал за белорусские команды «Керамин», «Химволокно», минское «Динамо» и «Юность-Минск», а также московский «Спартак».
За сборную Украины провёл 12 встреч, забросил 4 шайбы и отдал 3 голевые передачи. Выступал на чемпионатах мира с 2006 по 2011 годы, в юниорской и молодёжной сборных сыграл в 1999 и 2000 соответственно.

## Статистика
| Легенда | Легенда                    | Легенда | Легенда                   | Легенда | Легенда    |
| ------- | -------------------------- | ------- | ------------------------- | ------- | ---------- |
| И       | Количество проведённых игр | Штр     | Штрафное время            | +/−     | Плюс-минус |
| Г       | Голы                       | П       | Голевые передачи          | О       | Очки       |
| -       | Статистика неизвестна      | —       | Статистика не учитывалась |         |            |

### Клубная карьера
- a В «Регулярном сезоне» учитывается статистика игрока совместно с Плей-офф.

## Достижения

### Командные
ВЕХЛ
| Год  | Команда    | Достижение             | Достижение |
| ---- | ---------- | ---------------------- | ---------- |
| 2000 | Сокол Киев | Серебряный призёр ВЕХЛ |            |

Украина
| Год        | Команда    | Достижение                           | Достижение |
| ---------- | ---------- | ------------------------------------ | ---------- |
| 2002       | Сокол Киев | Серебряный призёр чемпионата Украины |            |
| 2003, 2004 | Сокол Киев | Чемпион Украины (2)                  |            |

Беларусь
| Год              | Команда          | Достижение                            | Достижение |
| ---------------- | ---------------- | ------------------------------------- | ---------- |
| 2005             | Химволокно       | Бронзовый призёр чемпионата Беларуси  |            |
| 2007             | Динамо Минск     | Чемпион Беларуси (4)                  |            |
| 2008             | Керамин          | Чемпион Беларуси (4)                  |            |
| 2011, 2016       | Юность-Минск     | Чемпион Беларуси (4)                  |            |
| 2010             | Шахтёр Солигорск | Серебряный призёр чемпионата Беларуси |            |
| 2011, 2013, 2016 | Юность-Минск     | Обладатель Кубка Беларуси (3)         |            |

Еврокубки
| Год  | Команда      | Достижение                        | Достижение |
| ---- | ------------ | --------------------------------- | ---------- |
| 2011 | Юность-Минск | Победитель Континентального кубка |            |

Международные
| Год        | Команда         | Достижение                                                | Достижение |
| ---------- | --------------- | --------------------------------------------------------- | ---------- |
| 2001       | Украина (студ.) | Бронзовый призёр Универсиады                              |            |
| 2013, 2016 | Украина         | Победитель группы В Первого дивизиона чемпионата мира (2) |            |

### Личные
Беларусь
| Год  | Команда          | Достижение                                | Достижение |
| ---- | ---------------- | ----------------------------------------- | ---------- |
| 2006 | Химволокно       | Попадание в Символическую сборную «A» (4) |            |
| 2008 | Керамин          | Попадание в Символическую сборную «A» (4) |            |
| 2010 | Шахтёр Солигорск | Попадание в Символическую сборную «A» (4) |            |
| 2014 | Юность-Минск     | Попадание в Символическую сборную «A» (4) |            |
| 2014 | Юность-Минск     | Лучший ассистент Белорусской экстралиги   |            |
| 2014 | Юность-Минск     | Лучший бомбардир Белорусской экстралиги   |            |

Международные
| Год  | Команда | Достижение                                                  | Достижение |
| ---- | ------- | ----------------------------------------------------------- | ---------- |
| 2013 | Украина | Лучший ассистент группы В Первого дивизиона чемпионата мира |            |
| 2013 | Украина | Лучший бомбардир группы В Первого дивизиона чемпионата мира |            |